# Avenida Ámsterdam (Ciudad de México)

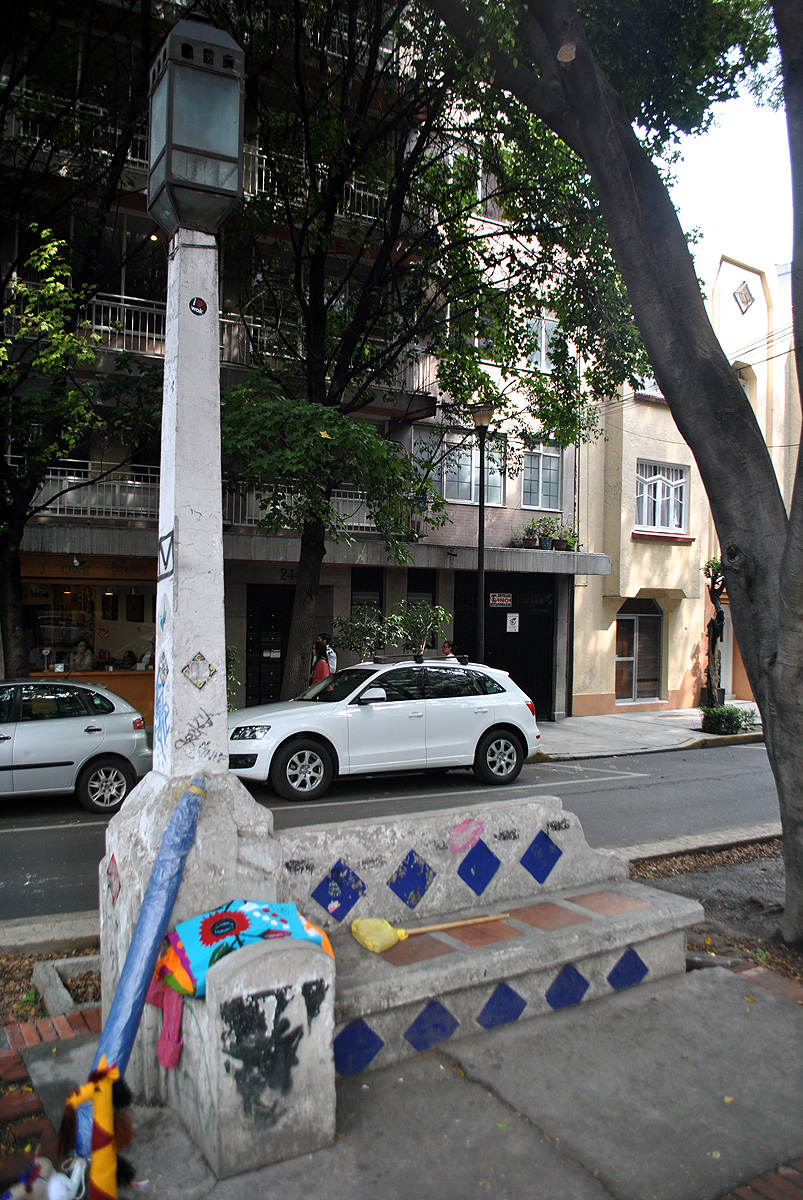
Mobiliario de la avenida.

La avenida Ámsterdam está ubicada en la colonia Hipódromo, que forma parte del área conocida como la Condesa, en la delegación Cuauhtémoc de la Ciudad de México. Particular por su forma elíptica, que comprende al Parque México, su camellón peatonal central y las diversas glorietas con plazoletas nombradas como las principales cumbres de México: Popocatépetl, Iztaccíhuatl y Citlaltépetl.

## Descripción
Reconocida por su notable aporte al inicio del México moderno tanto en materia urbana (por ofrecer una traza diferente en sus áreas verdes —Parque México—, avenidas y calles), como por conservar el estilo arquitectónico art decó, logra entenderse con la modesta arquitectura de algunas casas aledañas. Estos, su excelente ubicación y la posibilidad de espacios destinados a la naturaleza fungen como factores más destacados para que la avenida Ámsterdam llegara a culminarse como una gran atracción urbanística para visitantes y colonos.

## Historia
La avenida del Hipódromo, entonces llamada así porque fue la pista del antiguo Hipódromo Condesa, fue propiedad del Jockey Club de México y a la fecha se conoce como avenida Ámsterdam.
En 1902, se inició la construcción de la colonia Condesa y el 22 de julio de ese mismo año, el Jockey Club adquirió un predio de 300 000 m². En 1908, la Compañía Bancaria de Obras y Bienes Raíces, dueña de la colonia, cambió este predio por otro cercano, debido a modificaciones del trazo del fraccionamiento. Después, el gobierno federal le transfirió al Jockey Club una manzana adyacente a sus terrenos, lo que dio un total de 467 844 m² a su propiedad.
La superficie donde se construyó el hipódromo era parte de la hacienda de la Condesa de Tacubaya, propiedad que durante el siglo XVIII llevaba el nombre de Santa Catalina del Arenal. Esta hacienda era propiedad de Catalina Dávalos y Orozco, Condesa de Miravalle; ahí se producía pulque y se sembraba maíz y trigo.
En octubre de 1910, el hipódromo fue inaugurado con una carrera a la que asistieron políticos, diplomáticos y hombres de negocios.
Después del derrocamiento de Francisco I. Madero (13-23 de febrero de 1913), el Jockey Club se disolvió, debido a que no se había constituido legalmente, y en 1913 resurgió como el Jockey Club de México.[cita requerida]
Debido a que estalló la Revolución Mexicana (1910-1917) el hipódromo paró sus actividades, y reabrió sus puertas al público hasta 1921.
En el hipódromo, no sólo se realizaban carreras de caballos, sino también había torneos de polo y charreadas, organizadas por el Club de Polo y la Asociación Nacional de Charros.
En 1924, el hipódromo cerró sus puertas e inició el proceso de urbanización de fraccionamientos de la Colonia Hipódromo Condesa. El proyecto estuvo a cargo del arquitecto José Luis Cuevas y en 1927 terminó la construcción de obras.

## Patrimonio
La avenida conserva parte de su mobiliario urbano original de estilo art déco como sus peculiares bancas, hechas con concreto y azulejos y que tienen un farol adosado. También se conservan señalizaciones y diversas edificaciones con valor arquitectónico e histórico como:
- Edificio «Casas Jardines», del arquitecto Francisco J. Serrano (Ámsterdam 285, esquina Sonora)
- Ámsterdam 282, del arquitecto A.I. Forzán.

En la Plaza Popocatépetl
- Fuente «La Bomba»
- Plaza Popocatépetl 35
- Plaza Popocatépetl 36
- Plaza Popocatépetl 41

## Personajes
- Salvador Elizondo, escritor.
- Paulina Lavista, fotógrafa.
- Pascual Ortiz Rubio, presidente de México.
- Fernando Vallejo, escritor.